# Louis Lehle
Louis Lehle, ursprünglich Ludwig Lehle, (* 31. August 1846 in Ulm; † unbekannt) war ein deutscher Architekt in den USA. Er war für etliche US-amerikanische Brauereien tätig.

## Biographie
Über das Leben Lehles ist nur wenig bekannt. Einzig der Chicagoer Zensus aus dem Jahr 1917 liefert grobe Informationen.
Lehle wurde im Jahr 1846 in Ulm geboren. 1860 begann er ein Studium am Polytechnikum Stuttgart. Sieben Jahre später emigrierte er nach Amerika und ließ sich in Chicago nieder.
Im Jahr 1872 heiratete er Josephine Watson, mit welcher er vier Kinder zeugte. Gemeinsam mit seinen Söhnen Georg und Louis William Jr. gründete Lehle das Architekturbüro Louis Lehle & Sons in Chicago.
Von 1889 bis 1894 betrieb er gemeinsam mit dem Architekten Frederick Wolf das Architekturbüro Wolf & Lehle in Chicago.
Neben seiner Tätigkeit als Architekt war Lehle Präsident der Commercial Motion Picture Manufacturing Co. und Mitglied der Architects’ Business Association.
Er nahm am Second International Brewers’ Congress in Chicago teil, auf welchem er einen Vortrag zu Standortwahl, Planung und Bau von Brauereien hielt.

## Objekte
Lehle war an der Konstruktion folgender Objekte beteiligt:
| Auftraggeber                            | Ort         | Jahr | Detail                                                       | Denkmalschutz                        |
| --------------------------------------- | ----------- | ---- | ------------------------------------------------------------ | ------------------------------------ |
| Brand Brewing Company                   | Chicago     | 1898 | Brauereikomplex                                              | –                                    |
| Conrad Seipp Brewery                    | Chicago     | –    | –                                                            | –                                    |
| Detroit Brewing Company                 | Detroit     | –    | –                                                            | –                                    |
| Dixie Brewery                           | New Orleans | 1907 | Brauhaus, zusammen mit Julius Koch                           | National Register of Historic Places |
| Eagle Brewing Company                   | Erie        | –    | –                                                            | –                                    |
| Fitger’s Brewery                        | Duluth      | 1886 | Brauhaus                                                     | National Register of Historic Places |
| Grain Belt Brewery                      | Minneapolis | –    | –                                                            | –                                    |
| Jackson Koehler Eagle Brewery           | –           | 1890 | Brauhaus                                                     | National Register of Historic Places |
| John Gund Brewing Company               | La Crosse   | –    | Brauereikomplex                                              | –                                    |
| John Hauck Brewing Company              | Cincinnati  | 1898 | Brauereikomplex                                              | –                                    |
| Joseph Schlitz Brewing Company          | –           | –    | Brauereikomplex                                              | National Register of Historic Places |
| Minneapolis Brewing and Malting Company | –           | –    | Komplex der Grain Belt Brewery, gemeinsam mit Frederick Wolf | National Preservation Award 2005     |
| Schoenhofen Brewery                     | Chicago     | –    | –                                                            | –                                    |
| Thieme & Wagner Brewing Company         | Lafayette   | –    | Abgerissen im Jahr 1960                                      | –                                    |
| Valentin Blatz Brewing Company          | –           | –    | Brauereikomplex, gemeinsam mit August Gunzmann               | National Register of Historic Places |
| West Side Brewery Company               | Detroit     | 1900 | –                                                            | –                                    |

## Familie
Lehle heiratete im Jahr 1872 Josephine Watson. Aus der Ehe gingen vier Kinder hervor: Anna, Amelia Susan, George Louis und Louis William Jr.